# 圆津禅院
圆津禅院是位于中國上海市青浦区朱家角镇的一座佛寺。因佛寺內供奉着觀世音菩薩像，所以又称娘娘庙。

## 历史
这座寺庙始建于元朝至正年間。明朝萬曆年間重建。清朝顺治和康熙帝年间扩建。1658年，寺廟再度修复。1991年，人們對整个寺庙建筑群进行现代化改造。寺庙于1995年正式向公众重新开放。2018年11月6日，俄罗斯总理德米特里·梅德韦杰夫参观了这座寺庙。 